# Liste der Freikorpsauszeichnungen
Nach dem Ende der Monarchie in Deutschland mit dem Ende des Ersten Weltkriegs im November 1918 entstanden eine ganze Reihe von Freikorps. Für Angehörige dieser Einheiten wurden die nachfolgend aufgeführten Orden und Ehrenzeichen gestiftet. 

## Staatlich anerkannte Auszeichnungen

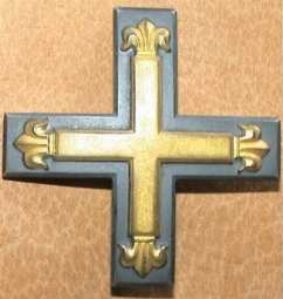
Baltenkreuz
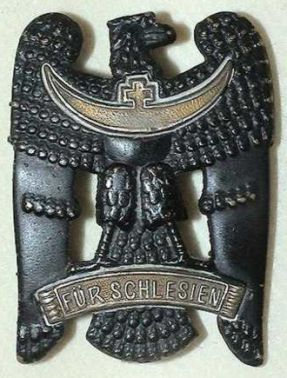
Schlesischer Adler

- Baltenkreuz
- Schlesischer Adler

## Nicht staatlich anerkannte Auszeichnungen
- Deutscher Ordensschild zur Erinnerung an den Grenzschutz Ost (1919)
- Bewährungsabzeichen des V. Armeekorps (1919)
- Grüne Fangschnur mit dem westfälischen Pferd (1919)
- Erinnerungsabzeichen des Freikorps von Aulock
- Erinnerungsmedaille der Freiwilligen Russischen Westarmee (1919)
- Selbstschutz-Bataillon Bergerhoff:
  - Bewährungsabzeichen (1921)
  - Oberschlesisches Verdienstkreuz (1921)
- 5. Deutsche Selbstschutz-Kompanie Beuthen-Nord:
  - Beuthener Ehrenkreuz (1921)
- Bug-Stern (1919)
- Erinnerungszeichen der Deutschen Legion (1920)
- Bewährungsmedaille der Deutschen Schutz-Division (31. Infanterie-Division)
- Freikorps von Diebitsch (1919):
  - Diebitsch-Kreuz
  - Stern von Malplaquet
  - Damenschnalle des Diebitsch-Kreuzes
  - Medaille für gute Pferdepflege
- Medaille der Eisernen Division (1920)
- Bewährungsabzeichen des Selbstschutz-Bataillons von Heydebreck
- Bewährungsabzeichen der Freischar Hindenburg
- Kreuzburg-Kreuz
- Bewährungsabzeichen des Freiwilligen-Detachement Kühme
- Freiwilliges Landesjägerkorps (1920): 
  - Treue-Abzeichen
  - Medaille für gute sportliche Leistungen
  - Medaille für gute Pferdepflege
- Freiwilliges Landesschützenkorps
  - Treue-Kreuz der 1. Garde-Landesschützen-Abt. (1920)
- Bewährungsabzeichen der Freischar Lautenbacher (1933)
- Lublinitz-Kreuz des Selbstschutz-Bataillons Lublinitz
- Ehren-Erinnerungsabzeichen des Freikorps Lützow
- Verdienstabzeichen der II. Marine-Brigade Ehrhardt (1920)
- Loewenfeld-Kreuz I. und II. Klasse (1920)
- Erinnerungszeichen des Oberschlesischen Freiwilligen-Bataillons May (1921)
- Erinnerungs- und Ehrenzeichen der Kriegslazarett-Abteilung Nord (1919)
- Freikorps Oberland:
  - Oberland-Bewährungsabzeichen (1921)
  - Annaberg-Kreuz (1930)
  - Gedenkmünze für Oberschlesien (1926)
  - Adler
  - Gedenkkreuz für 1919
- Bewährungsabzeichen des Westfälischen Freikorps Pfeffer
  - Grüne Schützenschnur (1919)
- Pitschener Kreuz des Freikorps Krose (1921)
- Deutschritter-Kreuz des Detachement von Randow (1919)
- Erinnerungszeichen des Zeitfreiwilligenkorps Remscheid (1922)
- Rossbach-Kreuz des Freikorps Rossbach (1921)
- Medaille des Soldaten-Siedlung-Verbandes Kurland (1919)
- Weickhmann-Orden des Freikorps Weickhmann (1920)
- Erinnerungs- bzw. Ehrenabzeichen der Abteilung Hessen – Selbstschutz-Bataillon Wolf (1921)
- Schlageterschild des Schlageter-Gedächtnis-Bundes e.V. (1933)
- Ehrenplakette der Stadt Würzburg (1934)